# Fangting
Fangting (kinesiska: 方亭街道, 方亭) är en socken i Kina. Den ligger i provinsen Sichuan, i den sydvästra delen av landet, omkring 54 kilometer norr om provinshuvudstaden Chengdu. Antalet invånare är 85 689. Befolkningen består av 43 803 kvinnor och 41 886 män. Barn under 15 år utgör 11,0 %, vuxna 15-64 år 78 %, och äldre över 65 år 10,0 %.
Genomsnittlig årsnederbörd är 1 200 millimeter. Den regnigaste månaden är juli, med i genomsnitt 346 mm nederbörd, och den torraste är december, med 5 mm nederbörd.